# Euphyto pollinaris
Euphyto pollinaris är en tvåvingeart som beskrevs av Henry J. Reinhard 1945. Euphyto pollinaris ingår i släktet Euphyto och familjen köttflugor. Inga underarter finns listade i Catalogue of Life.